# Lycosa sericovittata
Lycosa sericovittata là một loài nhện trong họ Lycosidae.
Loài này thuộc chi Lycosa. Lycosa sericovittata được Cândido Firmino de Mello-Leitão miêu tả năm 1939.